# Tetragonula
Tetragonula é um gênero de abelha sem ferrão de origem do sul da Ásia, sudeste asiático e da Oceania. Existem por volta de 500 espécies de abelhas sem ferrão no mundo catalogadas em diversos gêneros diferentes. Muitas espécies ainda não foram descobertas e outras estão passando por revisões para reenquadrá-las como novas espécies ou pertencentes a outros gêneros.
Existem até o momento 35 espécies de Tetragonula catalogadas, são elas:
| Gênero      | Espécie                    | Nome popular (se tiver)    |
| Tetragonula | Tetragonula atripes        | Tetragonula atripes        |
| Tetragonula | Tetragonula basimaculata   | Tetragonula basimaculata   |
| Tetragonula | Tetragonula bengalensis    | Tetragonula bengalensis    |
| Tetragonula | Tetragonula biroi          | Tetragonula biroi          |
| Tetragonula | Tetragonula calophyllae    | Tetragonula calophyllae    |
| Tetragonula | Tetragonula carbonaria     | Tetragonula carbonaria     |
| Tetragonula | Tetragonula clypearis      | Tetragonula clypearis      |
| Tetragonula | Tetragonula collina        | Tetragonula collina        |
| Tetragonula | Tetragonula davenporti     | Tetragonula davenporti     |
| Tetragonula | Tetragonula drescheri      | Tetragonula drescheri      |
| Tetragonula | Tetragonula fuscobalteata  | Tetragonula fuscobalteata  |
| Tetragonula | Tetragonula geissleri      | Tetragonula geissleri      |
| Tetragonula | Tetragonula gressitti      | Tetragonula gressitti      |
| Tetragonula | Tetragonula hirashimai     | Tetragonula hirashimai     |
| Tetragonula | Tetragonula hockingsi      | Tetragonula hockingsi      |
| Tetragonula | Tetragonula iridipennis    | Tetragonula iridipennis    |
| Tetragonula | Tetragonula laeviceps      | Tetragonula laeviceps      |
| Tetragonula | Tetragonula malaipanae     | Tetragonula malaipanae     |
| Tetragonula | Tetragonula melanocephala  | Tetragonula melanocephala  |
| Tetragonula | Tetragonula melina         | Tetragonula melina         |
| Tetragonula | Tetragonula mellipes       | Tetragonula mellipes       |
| Tetragonula | Tetragonula minangkabau    | Tetragonula minangkabau    |
| Tetragonula | Tetragonula minor          | Tetragonula minor          |
| Tetragonula | Tetragonula pagdeni        | Tetragonula pagdeni        |
| Tetragonula | Tetragonula perlucipinnae  | Tetragonula perlucipinnae  |
| Tetragonula | Tetragonula reepeni        | Tetragonula reepeni        |
| Tetragonula | Tetragonula rufibasalis    | Tetragonula rufibasalis    |
| Tetragonula | Tetragonula ruficornis     | Tetragonula ruficornis     |
| Tetragonula | Tetragonula sapiens        | Tetragonula sapiens        |
| Tetragonula | Tetragonula sarawakensis   | Tetragonula sarawakensis   |
| Tetragonula | Tetragonula sirindhornae   | Tetragonula sirindhornae   |
| Tetragonula | Tetragonula testaceitarsis | Tetragonula testaceitarsis |
| Tetragonula | Tetragonula travancorica   | Tetragonula travancorica   |
| Tetragonula | Tetragonula valdezi        | Tetragonula valdezi        |
| Tetragonula | Tetragonula zucchii        | Tetragonula zucchii        |